# Віміозу (парафія)
Віміозу (порт. Vimioso; МФА: [vɨ.mi.ˈo.zu]) — парафія в Португалії, у муніципалітеті Віміозу. Розташована в північно-східній частині країни, на теренах історичної португальської провінції Трансмонтана. Входить до складу округу Браганса. За адміністративним поділом, чинним до 1976 року, терени парафії були складовою провінції Трансмонтана і Верхнє Дору. Належить до Брагансько-Мірандської діоцезії Католицької церкви. Патрон — святий Вікентій. Площа — 55,3431 км². Населення — 1285 ос. (2011). Слабо урбанізований регіон. Густота населення — 23,22 осіб/км²
. Код — 041114.

## Населення
| Кількість мешканців | Кількість мешканців | Кількість мешканців | Кількість мешканців | Кількість мешканців | Кількість мешканців | Кількість мешканців | Кількість мешканців | Кількість мешканців | Кількість мешканців | Кількість мешканців | Кількість мешканців | Кількість мешканців | Кількість мешканців | Кількість мешканців |
| ------------------- | ------------------- | ------------------- | ------------------- | ------------------- | ------------------- | ------------------- | ------------------- | ------------------- | ------------------- | ------------------- | ------------------- | ------------------- | ------------------- | ------------------- |
| 1864                | 1878                | 1890                | 1900                | 1911                | 1920                | 1930                | 1940                | 1950                | 1960                | 1970                | 1981                | 1991                | 2001                | 2011                |
| 1 280               | 1 542               | 1 564               | 1 583               | 1 739               | 1 420               | 1 541               | 1 708               | 1 783               | 1 464               | 1 131               | 1 245               | 1 187               | 1 208               | 1 285               |